# ناشيونال فوتبول تيمز
ناشيونال فوتبول تيمز (بالإنجليزية: National Football Teams)‏ و(بالعربية: فرق كرة القدم الوطنية) هو موقع ويب عالمي متعلق بكرة القدم يحتوي على معلومات حول فرق كرة القدم الوطنية للرجال. تأسس عام 2004.
يحتوي الموقع على جميع منتخبات الفيفا والمنتخبات الوطنية خارجها وجميع لاعبيها. بالإضافة إلى ذلك ، يحتوي على إحصائيات عن البطولات التي تم لعبها مؤخرًا.

## روابط خارجية
- الموقع الرسمي (بالإنجليزية) (بالألمانية)